# جنيه مانكس
 جنيه مانكس  هو العملة الوطنية في جزيرة مان الخاضعة للتاج البريطاني،وينقسم جنيه مانكس إلى 100 بنس كما هو الحال مع الجنيه الاسترليني،وقد صدرت أول عملة معدنية مانكسية في القرن السابع عشر وتحديدًا سنة 1668م.

## إحالات
1. ↑  تاريخ جزيرة مان نسخة محفوظة 12 أبريل 2018 على موقع واي باك مشين.